# Tammy Duckworth
Ladda Tammy Duckworth (1968. március 12. –) amerikai politikus és az Illinois-i Nemzeti Gárda visszavonult alezredese. A Demokrata Párt tagja, 2017 óta Illinois szenátora, korábban a Képviselőház tagja volt az állam 8. választókerületéből 2013 és 2017 között.

## Pályafutása
Duckworth a Hawaii-i Egyetemen és a George Washington Egyetemen végezte tanulmányait. Helikopterpilótaként szolgált az Iraki háború alatt. 2004-ben helikopterét lelőtték, aminek következtében elvesztette mindkét lábát. Sérüléseinek ellenére engedélyezték, hogy Illinois Nemzeti Gárdájában szolgáljon alezredesként 2014-es visszavonulásáig.
2006-ban sikertelenül indult egy képviselőházi pozícióért, majd 2006 és 2009 között Illinois veteránügyi minisztere volt. 2009 és 2011 között az Egyesült Államok Veteránügyi Minisztériumában dolgozott. 2012-ben megválasztották az Egyesült Államok Képviselőházába, ahol két ciklust töltött. 2016-ban Mark Kirk legyőzése után választották be az Egyesült Államok Szenátusába. Az első thai-amerikai és fizikai fogyatékossággal rendelkező nő, akit beválasztottak a Szenátusba, illetve az első szenátor, aki Thaiföldön született. Duckworth az első szenátor, akinek hivatali ideje alatt született gyermeke és háromból a második ázsiai-amerikai szenátor (Mazie Hirono után és Kamala Harris előtt).

## Választási eredmények
| Párt                 | Jelölt             | Szavazatok | %     |
| -------------------- | ------------------ | ---------- | ----- |
| 25x25px[halott link] | L. Tammy Duckworth | 14,283     | 43.85 |
| 25x25px[halott link] | Christine Cegelis  | 13,159     | 40.40 |
| 25x25px[halott link] | Lindy Scott        | 5,133      | 15.76 |
| Összesen             | Összesen           | 32,575     | 100.0 |

| Párt                 | Jelölt                | Szavazatok | %     |
| -------------------- | --------------------- | ---------- | ----- |
| 25x25px[halott link] | Peter J. Roskam       | 91,382     | 51.35 |
| 25x25px[halott link] | L. Tammy Duckworth    | 86,572     | 48.65 |
| -                    | Patricia Elaine Beard | 3          | 0.00  |
| Összesen             | Összesen              | 177,957    | 100.0 |

| Párt                 | Jelölt              | Szavazatok | %     |
| -------------------- | ------------------- | ---------- | ----- |
| 25x25px[halott link] | Tammy Duckworth     | 17,097     | 66.18 |
| 25x25px[halott link] | Raja Krishnamoorthi | 8,736      | 33.82 |
| Összesen             | Összesen            | 25,833     | 100.0 |

| Párt                 | Jelölt                 | Szavazatok | %     |
| -------------------- | ---------------------- | ---------- | ----- |
| 25x25px[halott link] | Tammy Duckworth        | 123,206    | 54.74 |
| 25x25px[halott link] | Joe Walsh (hivatalban) | 101,860    | 45.26 |
| Összesen             | Összesen               | 225,066    | 100.0 |

| Párt                 | Jelölt                       | Szavazatok | %     |
| -------------------- | ---------------------------- | ---------- | ----- |
| 25x25px[halott link] | Tammy Duckworth (hivatalban) | 84,178     | 55.73 |
| 25x25px[halott link] | Larry Kaifesh                | 66,878     | 44.27 |
| Összesen             | Összesen                     | 151,056    | 100.0 |

| Párt                 | Jelölt                | Szavazatok | %     |
| -------------------- | --------------------- | ---------- | ----- |
| 25x25px[halott link] | Tammy Duckworth       | 1,220,128  | 64.38 |
| 25x25px[halott link] | Andrea Zopp           | 455,729    | 24.05 |
| 25x25px[halott link] | Napoleon Harris       | 219,286    | 11.57 |
| 25x25px[halott link] | Patricia Elaine Beard | 1          | 0.00  |
| Összesen             | Összesen              | 1,895,144  | 100.0 |

| Párt                 | Jelölt                        | Szavazatok | %     |
| -------------------- | ----------------------------- | ---------- | ----- |
| 25x25px[halott link] | Tammy Duckworth               | 3,012,940  | 54.86 |
| 25x25px[halott link] | Mark Steven Kirk (hivatalban) | 2,184,692  | 39.78 |
| 25x25px[halott link] | Kenton McMillen               | 175,988    | 3.20  |
| 25x25px[halott link] | Scott Summers                 | 117,619    | 2.14  |
| -                    | Chad Koppie                   | 408        | 0.01  |
| -                    | Jim Brown                     | 106        | 0.00  |
| -                    | Christopher Aguayo            | 77         | 0.00  |
| -                    | Susana Sandoval               | 42         | 0.00  |
| -                    | Eric Kufi James Stewart       | 5          | 0.00  |
| -                    | Patricia Beard                | 1          | 0.00  |
| Összesen             | Összesen                      | 5,491,878  | 100.0 |

| Párt                   | Jelölt                 | Szavazatok | %     |
| ---------------------- | ---------------------- | ---------- | ----- |
| 25x25px[halott link]   | Nancy Pelosi (CA-12)   | 216        | 50.2% |
| 25x25px[halott link]   | Kevin McCarthy (CA-23) | 209        | 48.6% |
| 25x25px[halott link]   | Tammy Duckworth        | 1          | 0.2%  |
| 25x25px[halott link]   | Hakeem Jeffries (NY-8) | 1          | 0.2%  |
| Összesen               | Összesen               | 427        | 100   |
| Szükséges szavazatszám | Szükséges szavazatszám | 214        | 50%   |